# Coal County
Coal County är ett administrativt område i delstaten Oklahoma, USA. År 2010 hade countyt 5 925 invånare. Den administrativa huvudorten (county seat) är Coalgate. 

## Geografi
Enligt United States Census Bureau så har countyt en total area på 1 350 km². 1 342 km² av den arean är land och 8 km² är vatten. 

### Angränsande countyn
- Hughes County - nord
- Pittsburg County - nordost
- Atoka County - öst och syd
- Johnston County - sydväst
- Pontotoc County - väst